# Persona 3 The Movie: No. 1, Spring of Birth
Persona 3 The Movie: #1 Spring of Birth (劇場版「ペルソナ3」第１章 Gekijōban Perusona 3 Dai Ichi Shō?) (2013) es la primera película animada basada en el juego de Shin Megami Tensei: Persona 3 desarrollado por Atlus. Tuvo como director a Noriaki Akitaya y de escritor a Jun Kumagai. Fue publicada por Aniplex y se basó en la historia original de Altus. Contó con celebridades japonesas para hacer las voces de los personajes: Akira Ishida, Megumi Toyoguchi, Kōsuke Toriumi, Rie Tanaka, Hikaru Midorikawa y Mamiko Noto. Situada en el 2009, la película se centra en las aventuras de Makoto Yuki, un estudiante que se mudó a la ciudad de Iwatodai y descubre unas criaturas llamadas Sombras las cuales se alimentaban de la psique humana durante el fenómeno de la "Hora Oscura" a medianoche. Cuando despierta su poder de Persona, Makoto y sus compañeros se ven involucrados en una lucha contra las Sombras.
El desarrollo del filme se anunció por primera vez en un avance durante el lanzamiento exclusivo para teatro de Persona 4 The Animation: The Factor of Hope el 9 de junio de 2012. Más tarde, Aniplex anuncia una fecha de estreno para otoño del 2013 y que los actores de voz principales del juego original de PlayStation 2 estarán en sus mismo roles para la película. El comité involucrado con Persona 4: The Animation se escogió para producir esta entrega y se incluyó a dos veteranos de la franquicia Persona 4: The Animation, el compositor Shoji Meguro y el supervisor Seiji Kishi. AIC ASTA estuvo a cargo de la animación. Darle vida al personaje de Makoto Yuki, se destaca, fue particularmente difícil debido a su contexto en el juego original.
Aniplex estrenó una campaña promocional que incluía los avances de la película y la mercancía basada en Persona 3. El primer estreno (noviembre 16 del 2013) de la película fue en el cine de Shinjuku Wald 9 en Tokio, y 7 días después se publicó por todo Japón. Tuvo ganancias de alrededor $1.9 millones de dólares a finales del 2013. Las críticas felicitaban las técnicas de animación centradas en la ambientación visual. Sin embargo, describen su historia como simple y bastante directa que carecía de un final adecuado o claro. Se publicó en Blu-Ray y DVD el 14 de mayo de 2014 en Japón. Su lanzamiento internacional fue el 20 de mayo del 2014. La secuela titulada Persona 3 The Movie: #2 Midsummer Knight's Dream se lanzó el 7 de junio del 2014.

## Argumento
Debido a un desafortunado accidente durante la primavera de abril de 2009, el tren de Makoto Yuki (Akira Ishida) se retrasa y termina por llegar a la ciudad a medianoche. Después de bajarse del tren, un fenómeno amenaza a la gente, apagando todo dispositivo de tecnología y encerrando a las personas en ataúdes. Makoto se mantiene indiferente a la situación y se dirige hacia los Dormitorios Iwatodai donde un misterioso niño le da la bienvenida con un contrato en mano, procede a presentarle sus compañeros de cuarto, Yukari Takeba (Megumi Toyoguchi) y Mitsuru Kirijo (Rie Tanaka), los dos se encontraban cansados del viaje.
Al siguiente día, Makoto entra a la escuela Gekkoukan como un estudiante de segundo año, se junta con Yukari y Junpei Iori (Kōsuke Toriumi). Después, el director de la mesa escolar, Shuji Ikutsuki (Hideyuki Hori), le pide a Yukai que mantenga vigilado a Makoto debido a sus extrañas características y su 'posible' involucramiento en la muerte de sus padres en la ciudad 10 años antes. Mientras tanto, Makoto entra a la Habitación de Terciopelo donde conoce a Igor (Isamu Tanonaka) y Elizabeth (Miyuki Sawashiro).
Durante la luna llena del 9 de abril, mientras Ikutsuki, Mitsuru y Yukari observan a Makoto durante el fenómeno de medianoche, Akihiko Sanada (Hikaru Midorikawa) corre por su vida hacia los dormitorios antes de que sea atacado por un enjambre de monstruos. Yukari agarra a Makoto para dirigirse hacia el techo, sin embargo, son acorralados por las criaturas y una Sombra gigante ataca a Yukari dejándolo inconsciente. Para la sorpresa de los demás, Makoto despierta su poder de Persona llamando al cuarto Orfeo. No obstante, otra Persona llamada Thanatos, arranca a Orfeo y destruye a la Sombra antes de que Makoto pierda consciencia y caiga al suelo.
Después de haber quedado inconsciente durante una semana, Makoto se despierta en el hospital y ve Yukai, le explica la coincidencia que tienen los dos de perder ambos padres en un accidente. Al día siguiente, Ikutsuki, Akihiko y Mitsuru recrutan a Makoto para el Equipo Especializado de Ejecución Extracurricular (SEES) y ayudarlos a pelear contra las Sombras. Las criaturas son responsables del Síndrome de Apatía el cual plantan en los humanos durante el fenómeno de medianoche. Poco después, Junpei se une al SEES, Akihiko decide que tienen suficientes miembros para ir a explorar la escuela durante la Hora Oscura, el Tartarus (Escuela distorsionada) un laberinto lleno de Sombras, ahí se dedican a investigar el misterio de la Hora Oscura. Makoto se hace amigo de Fuka Yamagashi (Mamiko Noto) y se entera de su relación conflictiva con Natsuki Moriyama (Yuka Komatsu), una compañera abusiva.
En la luna llena del 9 de mayo, Mitsuru detecta una anomalía, una enorme presencia de una Sombra en el tren y envía a Makoto, Yukari y Junpei para investigar. Sin embargo, el grupo es sorprendido por unas Sombras justo cuando el tren arranca. Junpei se apresura para alcanzar el tren, pero se encuentra con la Sacerdotisa Arcana y lo supera en fuerza. Mientras tanto, el tren se acerca a su inevitable colisión por la velocidad que lleva y Makoto, junto con Junpei, decide atacar a la Monja, activa la habilidad "Wild Card" para derrotar a la Sacerdotisa y darle la oportunidad a Junpei de detener el tren antes de que choque.
El 30 de mayo, dos chicas se vuelven víctimas del Síndrome de Apatía enfrente de la escuela causando que los rumores crecieran. Yukari, Junpei y Makoto buscan respuestas sobre unos delincuentes en detrás de la Estación del Puerto y Shinjiro Aragaki (Kazuya Nakai) les revela que las chicas estaban abusando de Fuka antes de que desaparecieran esa misma noche. El 8 de junio, Natsuki confiensa a Mitsuru que ella y sus amigas encerraron a Fuka dentro del gimnasio en la escuela. Cuando sus amigas fueron a checar a Fuka, ella se había desvanecido misteriosamente mientras que las dos chicas desarrollaron lentamente el Síndrome de Apatía después de que las Sombras las asecharan. Esa misma noche, el SEES deduce que Fuka podría estar atrapada en la torre del Tartarus y planean su rescate. No obstante, cuando Mitsuru le dice a Makoto que los va acompañar, Yukari se frustra ante esa dualidad y se sale de la misión. Mitsuru le pide que proteja a Natsuki mientras están en la misión. En los dormitorios, Yukari escucha a Natsuki hablar sobre el abuso de Fuka y repetir que Fuka la consideraba como una amiga.
El equipo logra entrar a la escuela y encuentran a Fuka justo cuando la Hora Oscura sucede. Sin embargo, cuando Akihiko logra encontrar la relación entre la luna llena y el poder de las Sombras, Mitsuru y Yukari son emboscados por el Emperador y la Emperatriz de Arcana. Junpeo, Akihiko y Fuka corren para ayudar, pero las Arcanas superan en poder a sus Personas. En medio de la batalla, Fuka invoca una Persona llamada Lucía para defender a Natsuki. El Emperor procede a atacar, pero Makoto llega en el momento preciso para lanzar una ráfaga de Personas contra el Emperador a pesar de que sus amigos le gritaran que se escapara para salvarse. Los miembros se sienten más agotados por la batalla y están llegando a su límite físico, Fuka utiliza la habilidad de Lucía para resaltar la debilidad de las Arcanas y coordina un último ataque con todo SEES que logra derrotar al Emperador y la Emperatriz. Unos días después de ese incidente y la vide regresa a su estado normal, Fuka se muda a los Dormitorios Iwatodai y arreglar su relación con Natsuki.
En una escena al final de los créditos, un niño misterioso de acerca a Makoto, presentandosé como Pharos. Mientras tanto, en una ubicación desconocida, una chica despierta de un largo sueño.

## Reparto

### Principales
- Akira Ishida como:

- Makoto Yuki:

Tras haber perdido a sus padres en un trágico accidente en sus primero años de edad, Makoto se fue a vivir con otros familiares a la afueras de la ciudad. En la primavera del 2009, Makoto a su ciudad de origen, Iwatodai. Se dirige hacia los Dormitorios Iwatodai después de haberse inscrito en la escuela Gekkoukan. Sin embargo, va descubriendo que la vida ahí no es tan normal como el esperaba, tras despertar un extraño poder/ente llamado 'Persona' termina por involucrarse en un conflicto entre los humanos y las 'Sombras' mientras lentamente va revelando el misterio que permea en la ciudad. Makoto tiene la habilidad "Wild Card" lo que le permite tener más de una Persona, sin importar que su Persona principal sea Orfeo. Ishida declara que se sorprendió al ver que la película estaba en desarrollo ya que había pasado mucho tiempo entre el lanzamiento de Persona 3. Más adelante destaca que se divirtió al grabar la escena del encuentro entre Makoto y Pharos, ya que el daba voz a ambos roles.

- Pharos:

Un chico misterioso que aparece frente a Makoto y le proporciona un contrato. Usualmente está vestido de blanco y negro. Akira también le da voz a Pharos y explica que fue entretenida la interacción entre ambos personajes.
- Megumi Toyoguchi como Yukari Takeba:

Yukari es un estudiante de la escuela Gekkoukan y compañera de salón/dormitorio de Makoto. En el pasado, Yukaria perdió a su padre en un trágico accidente y decide meterse a Gekkoukan para investigar la muerte de su padre. Es un miembro del Escuadrón Especializado de Ejecución Extracurricular (SEES). Su Persona es Io. Toyoguchi describe su personaje como alguien honesto, 'directo' y que disfrutó hacer la voz de Yukari durante sus escenas junto a Makoto. El director Noriyaki Akitaya revela que Yukari es su personaje favorito y bromeando habla del romance entre ella y Makoto en sus futuras películas.
- Kōsuke Toriumi como Junpei Iori:

Junpei es un estudiante, de Gekkoukan, muy carismático al cual le gusta contar chistes. Está en la clase de Makoto y Yukari, y siente una fuerte amistad a Makoto debido a que también es un estudiante extranjero. Junpei tiene el hábito de aventarse a la situaciones antes de pensar en las consecuencias. A lo largo, va desarrollando un rivalidad hacia Makoto, a pesar de tener buenos amigos. Las Persona de Junpei es Hermes. Toriumi explica que el personaje es el mismo que le dieron cuando trabajo en el juego de Persona 3, por lo cual, no tuvo que hacer muchos cambios para darle voz. Felicitó el guion por haber "resumido correctamente la historia del juego" y se impresionó por la forma de la representación sobre la vida social y batallas personales de los personajes, muy bien balanceadas.
- Rie Tanaka como Mitsuru Kirijo:

Mitsuru es una estudiante de tercer año en la escuela Gekkoukan donde su popularidad entre el alumnado le dio la oportunidad del puesto de presidente en la mesa estudiantil. Ella es heredera del Grupo Kirijo, una compañía internacional la cual construyó la Isla Port Tatsumi y patrocina la escuela. Mitsuru despertó su poder de Persona a una temprana edad y fundó el SEES. Su Persona es Penthesilea. Tanaka describe que su persona es un líder fuerte porque ella [Mitsuru] tiene excepcionales habilidades de liderazgo y dignidad femenina. Asimismo, Tanaka dice que disfrutó mucho las escenas donde invocaba a su Persona.
- Hikaru Midorikawa como Akihiko Sanada:

Akihiko es un estudiante de tercer año y también es residente de los Dormitorios Iwadotai. Es amigo de Mitsuru desde secundaria y después de descubrir acerca de las Sombras, también logró despertar su poder de Persona y termina por unirse a SEES. Al pertenecer al equipo de Boxeo en Gekkoukan, Akihiko está constantemente entrenado para volverse un luchador mucho más fuerte. Su persona es Polydeuces. Midorikawa destaca como favoritas las escenas donde tenía que invocar a su Persona. Otros miembros del equipo actuación en Shin Megami Tensei: Digital Devil Saga tienen un rol como personajes secundarios en la película.
- Mamiko Noto como Fuka Yamagishi:

Estudiante de segundo año en la escuela Gekkoukan. Su personalidad callada y gentil acompañada de una apariencia 'débil' la hizo víctima de abuso en la escuela. Su Persona es Lucía. Noto destaca que la película trae consigo la sensación de compañerismo entre amigos trabajando juntos para un fin común y describió las escenas de batalla como "poderosas". Noto muestra singular interés en la interacción entre Fuka y Natsuki, sin embargo, no explica más allá de su curiosidad.
- Kazuya Nakai como Shinjiro Aragaki:

Un exestudiante de tercer año y exmiembro de SEES, decide salirse por razones desconocidas. Es viejo amigo de Akihiko y Mitsuru, pero tiende a mantener distancia de sus amigos. Nakai se soprendió con el tiempo que tardó en hacerse la película, pero destaca que la historia de la película se mantiene fiel a la narrativa del juego. Nakai también destaca su interés por la relación entre Fuka y Natsuki.
- Isamu Tanonaka como Igor:

Maestro de la Habitación de Terciopelo, un lugar existente entre la realidad y los sueños. Debido a la muerte de Tanonaka en el 2010, las grabaciones que se guardaron del juego de Persona 3 se usaron en la película. Se le dieron créditos como "actuación especial".
- Miyuki Sawashiro como Elizabeth:

La mano derecha de Igor. Usualmente está vestida de asistente de elevador y carga con ella un libro conocido como "Enciclopedia de Personas". Sawashiro describe sus escenas entre Elizabeth e Igor como profundamente "nostálgicas y tristes" pero felices al mismo tiempo, refiriéndose a su papel como Elizabeth del juego original. Describe con cariño el "Disco Funky" (Club Escapade) como uno de sus espacios favoritos del mundo de Persona 3, sin embargo, destaca que "no lo pusieron en la película".

### Secundarios
- Hideyuki Hori como Shuji Ikutsuki:

Consejo de administración "Chairman" del comité en la mesa escolar en Gekkoukan y consejero para SEES. Hori, junto con sus compañeros de reparto provenientes de Shin Megami Tensei: Digital Devil Saga y Persona 3, dan voices para esos personajes en la película.
- Atsumi Tanezaki como Natsuki Moriyama:

Una chica de la escuela Gekkoukan que abusa de Fuka. Pocos actores de voz atendieron para establecer entre sus personajes la relación que tenía Fuka con Natsuki.
- Yuka Komatsu como Isako Toriumi:

Profesor del salón 2F en Gekkoukan.
- Hiroaki Miura como Hidetoshi Odagiri:

Un estudiante estricto, consejero y vicepresidente de la mesa estudiantil de Gekkoukan, tiene cero paciencia cuando se rompen las reglas. Miura mostró encanto por su papel en la película de Persona 3, junto con sus compañeros de Shin Megami Tensei: Digital Devil Saga.
- Kenji Nojima como Kenji Tomochika:

Un estudiante del salón de 2F que se hace amigo de Makoto. Nojima habla de su cariño al igual que sus compañeros de Shin Megami Tensei: Digital Devil Saga por el papel en Persona 3.

## Producción

### Desarrollo
Persona 3 The Movie: #1 Spring of Birth fue animado por AIC ASTA. El equipo principal consistió de las mismas personas que trabajaron en Persona 4: The Animation con modificaciones. La película fue dirigida por Noriaki Akitaya, después de sus trabajos anteriores en las series animadas de Bakuman y Code Geass. Akikaya resalta que había 'brincando' a la idea para hacer una adaptación desde que se lo mencionaron debido a su amor a los juegos creados por Altus. Describe al juego (Persona 3) como una fuente directa de información para los eventos que ocurren en la narrativa, por lo cual se hizo el objetivo principal, ayudar a los fanes para que disfruten la adaptación. Pensaron en su desarrollo desde la perspectiva de una persona que va entrando a la serie y verá primero la película. Seiji Kishi, un director veterano de la franquicia Megami Tensei fue contratado para supervisar el proyecto y traer la experiencia que tuvo después de haber dirigido las adaptaciones animadas de Persona 4 y Devil Survivor 2. Kishi propuso un "nuevo sistema visual de combate" que se aplicara a la película, en lugar de usar el de Persona 4: The Animation ya que sintió que el contexto más oscura de Persona 3 requería de otro estilo.
Al mismo tiempo, el escritor Jun Kumagai, mostraba su admiración por el juego de Persona 3, declara que "el juego original es una obra maestra a la cual se le puede llamar una innovación para los RPG". Kumagi también expresó sus esperanzas de que el filme sea atractivo tanto para fanes como para el nuevo público en la serie de Persona. Desde una perspectiva visual, los primeros diseños para los personajes provenientes del juego fueron modificados por el director en animación, Keisuke Watabe, quien también logró mantener lo llamativo de los personajes.. La variedad en Personas y Sombras fue diseñada por Kyouma Aki, mientras la dirección de para el arte lo supervisó Toshihiro Kohama. Kaoru Aoki ayudó con los diseño de arte y Junpei Takatsu estuvo a cargo de los diseños visuales. Saori Goda, mantuvo su posición como coordinador de color, Shinobu Tsuneki diseño los modelos de prueba para la película. Otros directores de equipo incluyeron a directores ejecutivos de animación, Akiko Asaki y Mizuka Takashi, director de acción Ryo Tanaka y director/compositor Hideki Imaizumi. Finalmente, Takashi Sakurai fue el editor de la película.

#### El desarrollo de Makoto Yuki
En una entrevista con Famitsu, Akitaya explica que uno de sus más grandes retos fue "darle vida al protagonista, que usualmente era controlado por los jugadores (no tenía nombre o personalidad única). Para la película se le dio el nombre de Makoto Yuki, después se paso al proceso de incluirlo en la historia". En el desarrollo de Makoto, Akitaya fue muy cuidadoso en cuanto a los diálogos, posturas y conductas sin desprenderse de lo que ya aparecía en el juego. En la entrevista, Akitaya revela que le hubiera sido imposible cumplir con todas las expectativas de los fanes en cuanto a la personalidad del protagonista, debido a que los jugadores podían dar su propio nombre y jugarlo de diferentes formas. Por lo tanto, decidió incorporar las cualidades que más compartían los fan con el Protagonista para formar a Makoto. Asimismo, el director también revela que antes de la producción, el nombre del protagonista todavía no se había determinado y, bromeando, le dio un nombre temporal, "Tsukitarō Yamada" (山田 月太郎 Yamada Tsukitarō?) que se mantuvo hasta el primer borrador. No obstante, tan pronto Kumagai comenzó a trabajar en el guion, a pesar de ser una broma, el nombre se quedó durante meses después del desarrollo y Akitaya empezó a 'gustarle' ese nombre, pero al final tuvo que cambiarlo. El director relata que una de sus escenas favoritas en la película fue cuando Makoto invocó a su Persona por primera vez. Explica que la risa maníaca de Makoto ayudó a dar carácter a la escena estableciendo el diseño de los personajes de Watabe como una atracción principal del filme.

### Música
La banda sonora de #1 Spring of Birth fue creada por el principal compositor del juego, Shoji Meguro y trabajó junto al director en sonido Satoki Iida que aportó los arreglos musicales. Meguro se entusiasmó al enterarse de que fue seleccionado como compositor para la película y destaca que este sería su decimosegundo proyecto en la franquicia Megami Tensei. Describe que el menú Persona 3 tiene una "atmósfera elegante" obligandoló a desarrollar una composición musical única. A diferencia del juego, Meguro sintió que para la película requería canciones con un sentimiento más profundo, por lo tanto, utilizó instrumentoss de cuerda para simular dicho efecto.
La primera compilación musical se tituló "Persona 3 The Movie #1 Spring of Birth Theme Song", se estrenó el 2 de octubre de 2013 por Aniplex. El disco tiene "More Than One Heart" por Yumi Kawamura, la canción es la pista principal de la película. Kawamura ya había trabajado como vocalista en varias canciones para el juego de Persona 3. Asimismo, participó en la versión "Spring of Birth" de la canción principal "Burn My Dread" de Persona 3, formó parte del disco. La banda sonora original se estrenó junto con el Blu-ray de la película el 14 de mayo de 2014.
| Persona 3 The Movie #1 Spring of Birth Theme Song CD |                                                       |                                 |               |          |  |
| N.º                                                  | Título                                                | Letras                          | Vocalista     | Duración |  |
| 1.                                                   | «More Than One Heart»                                 | Benjamin Franklin               | Yumi Kawamura | 05:11    |  |
| 2.                                                   | «Burn My Dread -Spring of Birth ver-.»                | Shigeo Komori, Yoshihiro Komori | Yumi Kawamura | 03:22    |  |
| 3.                                                   | «More Than One Heart (instrumental)»                  |                                 |               | 05:11    |  |
| 4.                                                   | «Burn My Dread -Spring of Birth ver.- (instrumental)» |                                 |               | 03:22    |  |

| Persona 3 The Movie #1 Spring of Birth Original Soundtrack |                        |                   |               |          |  |
| N.º                                                        | Título                 | Letras            | Vocalista     | Duración |  |
| 1.                                                         | «Daily Life»           |                   |               | 01:15    |  |
| 2.                                                         | «Unquiet»              |                   |               | 00:31    |  |
| 3.                                                         | «Magician»             |                   |               | 01:51    |  |
| 4.                                                         | «Protean»              |                   |               | 01:18    |  |
| 5.                                                         | «Regret»               |                   |               | 00:50    |  |
| 6.                                                         | «Persona Summoners»    |                   |               | 02:05    |  |
| 7.                                                         | « (友達だから?)»       |                   |               | 01:40    |  |
| 8.                                                         | «Infinity Possible»    |                   |               | 01:48    |  |
| 9.                                                         | «Guess the Incident»   |                   |               | 01:26    |  |
| 10.                                                        | «Sense of Isolation»   |                   |               | 01:22    |  |
| 11.                                                        | «all of the full moon» |                   |               | 02:04    |  |
| 12.                                                        | «Pure One Heart»       |                   |               | 01:58    |  |
| 13.                                                        | «For Life»             |                   |               | 03:15    |  |
| 14.                                                        | «More Than One Heart»  | Benjamin Franklin | Yumi Kawamura | 05:10    |  |

## Mercadeo

### Vistas previas (tráileres)
El proyecto, Persona 3 La Película, se reveló al público por primera vez en un video de 30 segundos en los créditos de Persona 4 The Animation: The Factor of Hope, una presentación especial de cine en Japón en el mes de junio (2012). El video destaca que el proyecto recibió los permisos para su producción. En las escenas de dicho corto, se puede al protagonista de Persona 3 sosteniendo un "Invocador" (Evoker: un sistema proveniente del juego que se utiliza para invocar 'Personas') cerca de cabeza y preparandosé para jalar el gatillo, todo se presentó en una animación japonesa de 2D. Su presentación causó muchas dudas sobre si iba a ser una película animada u otra cosa. Más adelante, se confirmó que el proyecto sería una animación, después se estrenó un video de 15 segundos con escenas 'diferentes'.
El primer tráiler oficial se estrenó el 27 de marzo del 2013, mostraba un reloj marcando la medianoche y estableció que la narrativa involucraría al fenómeno de la "Hora Oscura", los antagonistas principales, las Sombras, y el protagonista invocando a su Persona, Orfeo. Cuando el segundo tráiler se estrenó (22 de julio del 2013), contó con diálogo, así como la primera presentación de la canción principal "More Than One Heart" por Yumi Kawamura. El tercer tráiler tuvo su lanzamiento el 19 de octubre del mismo año, dio introducción a la torre Tartarus y también dio una vista previa de las armas originales de cada personaje. Un escritor para Kotaku habló de la animación como algo "bello" y sintió que reflejaba las escenas animadas del juego [Persona 3]. El cuarto y último tráiler se estrenó 1 mes después y fue el más largo entre los 4 tráileres; mostró nuevas escenas que incluyen a Igor y Elizabeth en la Habitación de Terciopelo, más uso de los Invocadores, un poco del pasado de Makoto Yuki, así como nuevo diálogo. Al final del video, Junpei Iori hace referencia sobre la dualidad del protagonista diciendo, "Me pregunto ...¿Por qué [Makoto] está pelando?" una cualidad que más tarde se discutió entre los críticos de la película. El tráiler se pasaba todos los días a las 12 de la noche afuera de Alta Studio Co. Ltd. en Shinjuku hasta el 25 de noviembre del 2013.
Una pequeña presentación de Persona 3 The Movie: #1 Spring of Birth se llevó a cabo (16 de noviembre del 2013) en el cine de Shinjuku Wald 9 en Tokio. El director, Akira Ishida, junto a Megumi Toyoguchi y Kōsuke Toriumi participaron en una plática de la misma presentación, hablaron sobre las características de la narrativa antes de que se le pusiera el tráiler al público. Los actores de voz hablaron sobre los procesos de producción. Toyoguchi habló sobre el tiempo y forma de las grabaciones durante el verano del 2013. Toriumi, la voz de Junpei Iori, explicó como el paso del tiempo entre el juego y el desarrollo de la película afectó su actuación debido a que en la grabación sonaba más como un adulto. Sin embargo, Satoki Iida le pidió que hiciera un esfuerzo por sonar más joven (como estudiante) para darle vida a su personaje. Toyoguchi, bromeando, habla sobre como la mayoría de los objetos del año 2006 se mantuvieron en la película, las teles viejas y los teléfonos móviles. Una sesión de preguntas de Twitter hecha en el mismo evento proporcionó la resolución de dudas sobre la historia del protagonista, las cuales fueron respondidas por el productor Kazuki Adachi.

### Divulgación
La página oficial y la cuenta de Twitter del proyecto fueron hechas el mismo día, 3 de julio de 2012, y con ellas se confirmó que Persona 3: The Movie sería una película. El lanzamiento del 3 de julio se preparó con el fin de dar homenaje a dos aspectos importantes de la historia en Persona 3, la medianoche u "Hora Oscura" y este mismo fenómeno se relaciona con las fases de la luna, así que se pensó en una fecha para su lanzamiento donde hubiera luna llena donde una muy poderosa Sombra aparecía durante esa noche. Esta táctica la utilizó Aniplex para las actualizaciones siguientes sobre el progreso del proyecto, se apoyó de la cuenta de Twitter que daba noticias sobre futuras fases de la luna y fechas importantes. Cuando la página oficial se puso en línea, contaba únicamente con el texto "Próximamente". Lo anterior se cambió después de la luna llena del 28 de diciembre del 2012, la página mostraba su primera imagen promocional acompañada del texto, "Persona 3 la película #1 en cines 2013" dando a entender que habrá una secuela o una saga. Sin embargo, no se dio un número exacto sobre la cantidad de películas.
3 meses después, durante la luna llena del 27 de marzo del mismo año, se confirmó oficialmente que el proyecto sería una saga y no solo 1 película, y se tituló a la primera parte: " #1 Spring of Birth". Estas noticias estuvieron acompañas del estrenó del primer tráiler, contó con una lista de los miembros del equipo de producción, así como el elenco original (actores de voz) del juego. Casi 4 meses después, durante la luna llena del 22 de julio del 2013, la página cambio por completo su diseño y anunció la fecha de estrenó (23 de noviembre) en cines de la primera película. Asimismo, junto a la fecha de lanzamiento, se incluyó una lista de los cines donde estaría la película durante el fin de semana de estreno. Un mes después, durante la luna llena del 21 de agosto de 2013, a las 12AM TSJ una pequeña actualización que contenía una lista de canciones del disco oficial titulado "Persona 3 The Movie #1 Spring of Birth Theme Song CD". Mientras más se acercaba el estreno en cines, Aniplex comenzó a apresurar la salida de noticias sobre la mercancía y otros eventos relacionados con Persona. La siguiente actualización salió el 5 de septiembre del 2013, en luna nueva, donde se anunciaba que la serie animada del 2011: Persona 4: The Animation se volvería a transmitir en Tokyo MX, GYT, GTV y BS11.

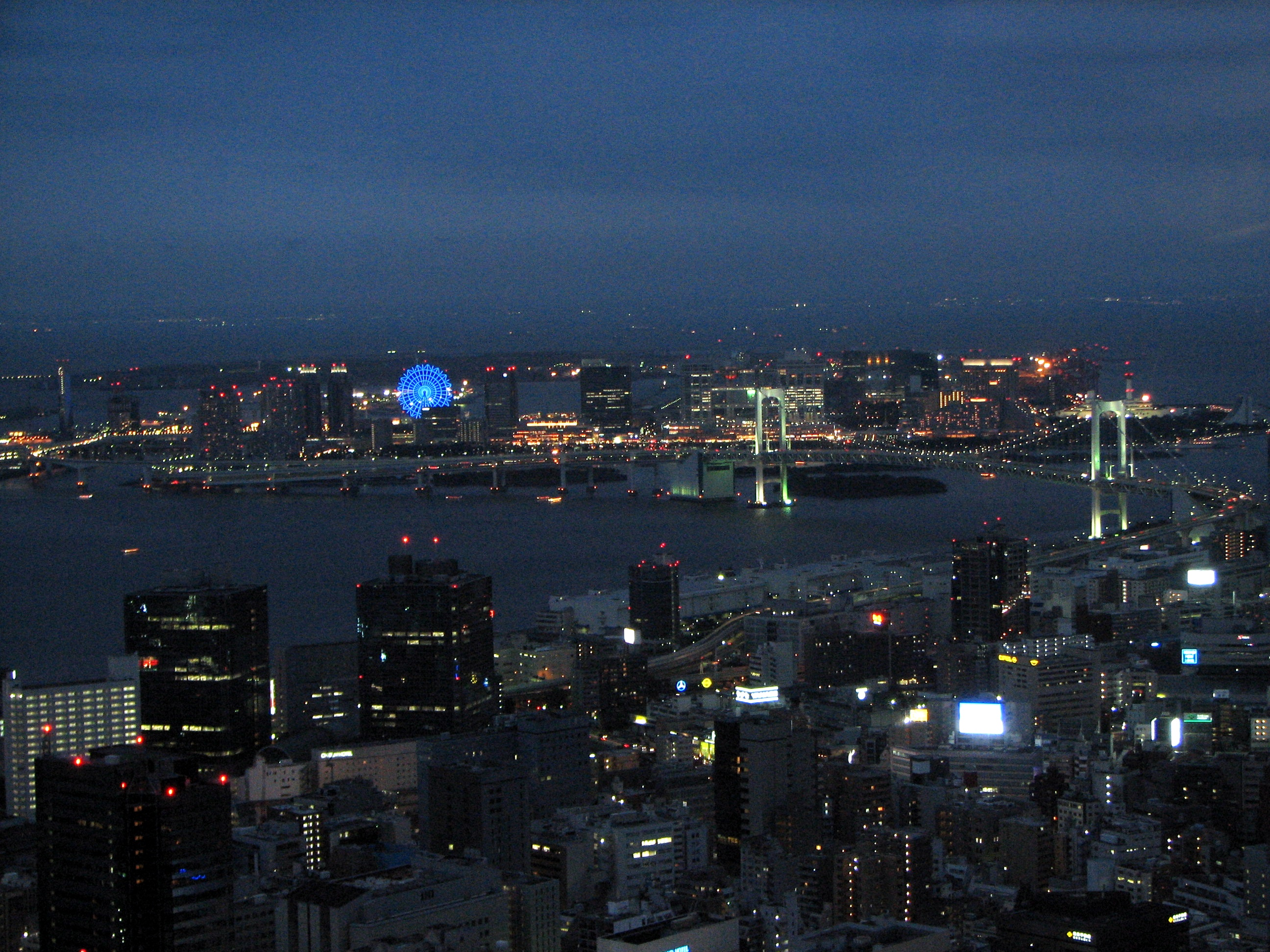
Tarjetas para el tren personalizadas con el estilo de Persona 3 se estuvieron vendiendo en las estaciones de la isla Odaiba para divulgar más sobre la película

Un par de semanas después, durante la luna llena del 19 de septiembre del 2013, una actualización que reveló unas tarjetas de tren de edición limitada con imágenes promocionales de la película. La venta de las tarjetas ocurriría en las estaciones de Shimbashi y Toyosu, el primero de octubre comenzaron y el 31 cerraron la venta. Daban accesso directo al tren Yurikamome que conecta con la isla artificial de Odaiba en la Bahía de Tokio, entre Minato y Koto.
Una animación especial se transmitió en Tokyo MX durante el programa de Disco Train a mediodía del 13 de octubre del 2013. Ese segmento en el programa dio honores a un infomercial titulado "Tanaka's Amazing Commodities", un evento que puede aparecer en el juego de Persona 3. El programa contó con el personaje del Presidente Tanaka (Persona 3) promocionando un paquete especial de "Persona 3 The Movie Theme Song CD". Una página oficial para la compañía ficticia de Tanaka, Jika Net, se presentó temporalmente para que la gente hiciera sus preventas del paquete y recibiera una estampa de edición especial. Asimismo, la página también contaba con una variedad de objetos y consumibles del juego de Persona 3, pero todos aparecían como 'agotados'.
Otra actualización se puso en línea durante la luna llena del 19 de octubre del 2013 qu incluyó el tercer tráiler junto con imágenes del nuevo estilo de diseño de la película. Un calendario lunar 'dinámico' usado en el juego, se añadió a la página oficial y se comenzó a subir ilustraciones todos los días, algunas de esas imágenes tenían las fases de producción para la historia. También se anunció un "evento misterioso" basado en el mundo de Persona 3, se llevaría a cabo en Odaiba VenusFort desde el 23 de noviembre hasta el 1 de diciembre del 2013. Se nombró "Persona 3 The Movie #1 Spring of Birth x Nazomate", un evento interactivo patrocinado por Nazomate, el cual requería de participantes para hacer un juego de rol donde representarían una escena en los Dormitorios Iwatodai justo cuando está siendo atacado por las Sombras. Los participantes necesitaban 'despertar' a sus Personas y hacer un examen para formar parte del Equipo Especializado de Ejecución Extracurricular. Aquellas personas que completaron el evento eran premiadas con una carta (Nazomate Card) aleatoria que tiene la imagen de algún personaje de la película. Las personas que no pudieron con el evento, recibían una carta con "Elizabeth" como prueba de su participación. Además del evento y las cartas, otra sección con objetos coleccionables estaba disponible en el evento. Una tienda exclusiva de la franquicia, abrió sus puertas en las tiendas departamentales de Marui, en el área de "Space ONE" en Shinjuku. Estuvo por un tiempo limitado, desde el 21 de noviembre hasta el 15 de diciembre del 2013.
Una semana antes del estrenó de la película, durante otra luna llena (17 de noviembre del 2013) varios miembros del equipo de producción subieron sus autógrafos en la página principal, uno cada día. También se acompañó con fondos de pantalla (Pósteres) especiales, con el mismo proceso de uno por día, los fondos tenían varios personajes principales de la película.

### Mercado de ventas
Aniplex comenzó la distribución de mercancía oficial de 'Persona The Movie' durante el Anime Contents Expo (30 y 31 de marzo del 2013) en el centro de convenciones de Makuhari Messe. La presentación del primer tráiler se acompañó con una receta proveniente del restaurante Hagakure en Persona 3, llamado "Tazón de Hoja Escondida". 4 meses después, el 22 de julio del 2013, Aniplex se enfocó en lanzar la primera fase de los tickets de promoción: a todas las personas que pre-ordenaron sus boletos, antes del 20 de septiembre para el estreno de la película les otorgaron una serie de folletos con imágenes impresas de Makoto Yuki, Yukari Takeba y Junpei, así como una de sus Personas. La segunda fase empezó el 5 de septiembre, al igual que en la primera fase, se entregaron folletos a las personas que compraron sus boletos entre el 21 de septiembre y mediados de octubre, esta vez se incluyeron únicamente las imágenes de Mitsuru Kirijo, Akihiko Sanada y Fuka Yamagishi, junto a sus respectivas Personas. La tercera fase solo incluyó un póster promocional para las personas que compraron los boletos entre el 26 de octubre y el 23 de noviembre del 2013.
Las tiendas de Animate y Gamers empezaron a vender la primera edición de mercancías, entre el 23 de julio y el 26 de septiembre del 2013, se podía comprar un póster metálico junto un boleto para la película. La segunda edición comenzó el 2 de noviembre, incluía peluches y figuras de plástico de Makoto y Elizabeth. Happy-Kuji reveló que habría un concurso de lotería el 21 de agosto de 2013, sin embargo, oficialmente inició el 21 de septiembre. La mercancía oficial incluía muñecos, los cuales se volvieron parte del premio en el concurso. Durante las primeras 3 semanas de estreno de la película en Japón, unas estampas, por Bikkuriman, especiales ambientadas al estilo de Persona 3 se dieron al público. Cada individuo recibió una, de 29, estampa hasta que completar la serie llamada "Super PS3 Seals". Las ilustraciones de las estampas fueron hechas por Minoru Yonezawa y Satoshi Hyodo del Green House Co.Ltd. Yonezawa revela que el no tenía conocimiento de la franquicia, eso cambió cuando Aniplex lo contactó para el trabajo, antes de esto, solo conocía los juegos de Megami Tensei. Debido a la falta de conocimiento de Yonezawa y Hyodo, tuvieron dificultades en desarrollar nuevos estilos para los personajes. Crearon un diseño especial de Tanaka (Presidente en Persona 3) y dieron su estampa a aquellas personas que compraron sus boletos en Jika Net. Otras compañías vendieron mercancía de Persona 3 y de la película para poder promocionar la película en diferentes zonas.

## Otros

### CD Drama
Aniplex presentó un CD drama (disco con historias) de edición limitada en su aniversario 84° en el evento de Comiket ocurrido el 10 de agosto de 2013, en el Tokyo International Exhibition Center. Las ventas del disco continuaron durante el concierto (13 de agosto de 2013) de Persona Music FES en Nippon Budokan. No obstante, la popularidad del CD en ambos eventos hizo que se acabarán las copias originales. Por la alta demanda, Aniplex abrió un espacio de compra en su página oficial, Aniplex Plus. El disco cuenta las historias secundarias de Mitsuru, Akihiko y Shinjiro, titulado "Vacaciones en la playa antes de la guadaña de la muerte", este evento sucedió durante el año 2008 antes de los sucesos de la película.

### Publicaciones
Los folletos de bolsillo, promocionales, se estrenaron en Japón meses antes de lanzamiento de la película. El primero se centró en las personas que no conocían la narrativa de Persona 3, el título fue "Persona 3 The Movie Quick Start Guide". Se dio gratis durante el aniversario 84° en el evento Comiket. El segundo folleto se tituló "Persona 3 The Movie Contact Book", se distribuyó en el evento Tokyo Game Show que se llevó a cabo en Makuhari Messe en la fecha del 28 de septiembre del 2013.
Un libro de ilustraciones oficial comenzó su desarrollo para un lanzamiento en las tiendas de Famima durante agosto, pero se pospuso su estreno hasta el 21 de septiembre. El libro contiene imágenes especiales y un boleto de admisión general para la película.

## Estreno

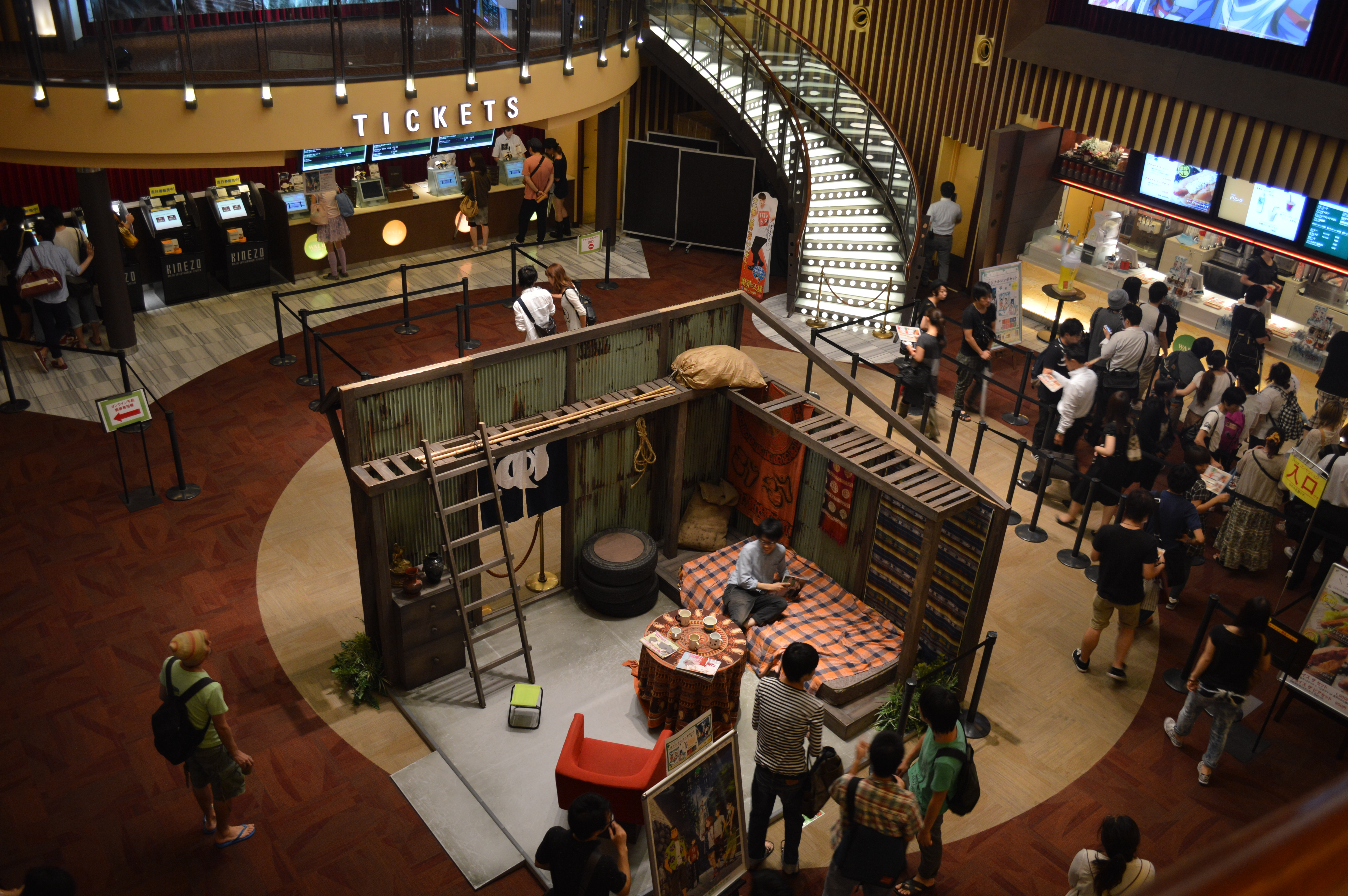
Hubo un mayor número de mujeres durante el estreno de la película el 23 de noviembre del 2013, en el cine Shinjuku Wald 9.

La película completa se estrenó antes, en la medianoche del 16 de noviembre en el cine de Shinjuku Wald 9, en Shinjuku - Tokio. Su estrenó oficial fue el 23 de noviembre. Durante el fin de semana de estreno, la audiencia más recurrente fueron adolescentes entre 20 y 13 años. En un tabla de géneros, las mujeres superaban a los hombres en un promedio de 3:2, lo que sugiere que el juego [Persona 3] fue más popular entre las mujeres. Asimismo, hubo gran parte de la población que desconocía la serie y asistió al estreno.

### Taquilla (Box Office)
Persona 3 The Movie: #1 Spring of Birth vendió 39,963 boletos entre 26 cines de Japón; durante el fin de semana de estreno alcanzó a generar ¥60,912,300 (US$599,000), poniendoló en el séptimo lugar de las películas más taquilleras en Japón, al compararse con El cuento de la princesa Kaguya el cual se colocó en primer lugar generando ¥284,252,550 (US$2.8 million) y vendiendo 222,822 boletos en 456 cines en esa misma fecha. En su segundo fin de semana, la película progresó, sus ingresos aumentaron ¥30,569,795 (US$297,053). Al final, la película dejó un total de ingresos de $1,956,267 dólares y quedó entre las mejores 120 películas del 2013 en Japón, tabla publicada por Box Office Mojo.

### Recepción
Richard Eisenbeis de Kotaku describió al protagonista (Makoto) inicialmente "ambivalente, un personaje sin personalidad" y añadió que el crecimiento de Makoto fue el centro de la película. También destaca el proyecto pudo haber sido "muy oscuro, difícil de ver" ya que gran parte de las escenas suceden en la noche, pero felicitaron su contraste de luces y efectos haciendo de las escenas de acción más fácil de apreciar manteniendo un "estilo visual propio/original". Por otra parte, Eisenbeis recalcó que la película solo cubre el inicio de la historia del juego (Persona 3), sintió "un desafortunado efecto secundario en el cual los protagonistas y los antagonistas principales quedaron fuera de la narrativa" en esta entrega. Añade que los eventos clave del juego no aparecieron en la película, menciona que "fue una película muy simple y directa". También mencionó hay "muchas escenas de suicidio de adolescentes, más de lo que uno puede aguantar". Los Invocadores "Evokers" (objetos que permiten invocar a las Personas), al parecer pistolas, Eisenbeis opina que "se ve como si estuvieran bolandose la cabeza, incluso con fragmentos espirituales y de cráneo".
Elliot Gay de Japanator destaca las adversidades que se pudieron presentar al tratar de adaptar un juego de rol de 50-80 horas a una película de 90 minutos, felicita el increíble trabajo a pesar de los problemas. Describe un ejemplo de lo anterior, la introducción de la Torre Tartarus, el sintió que "fue apresurado y, un tanto, poco explicado". Elliot menciona que la película "sufrió de un tener una línea clara y fuerte de narrativa". y que no generaba la sensación satisfacción, "nada realmente importante sucedió". Argumenta que "era una inevitable situación al adaptar Persona 3". Al igual que Eisenbeis, Elliot considera que el desarrollo de Makoto marcó la historia, se refiere al subtítulo Spring of Birth: el título habla del "crecimiento de Makoto y el progreso que hace como persona". Sin embargo, menciona su gusto por los efectos visuales de la película, explicando que "la película captura la misma atmósfera oscura del juego". En general, describe que el proyecto le dio "un viaje nostálgico por un camino de memorias para los fanes, y es un punto de inicio accesible para aquellos individuos curiosos acerca franquicia".

### Estreno en formatos para hogar
Persona 3 The Movie: #1 Spring of Birth tuvo su estrenó (14 de mayo de 2014) en Japón en los formatos Blu-ray y DVD. Hubo edición normal y limitada. La edición limitada incluían un disco con los cortos especiales del Director, con 7 minutos de escenas no mostradas. Durante la primera semana de lanzamiento, la edición limitada de Blu-ray, en Japón, vendió 23,514 copias mientras que el DVD vendió 4,693. Aniplex de América, lanzó la película doblada al inglés para E.U.A y otras zonas del mundo, se distribuyeron las versiones de Blu-ray desde Japón el 20 de mayo del 2014. Las versiones disponibles fueron la Estándar y de Colección, incluyó un bono: la versión de teatro, los tráileres, todos los comerciales y el audiocomentario. Asimismo, dentro de la edición para coleccionistas se podía encontrar ilustraciones, un folleto y la banda sonora original. Ambas versiones tenían las escenas eliminadas de la película.

### Secuela
Los créditos de la película anunciaron una secuela titulada Persona 3 The Movie: No. 2, no se incluyó la fecha exacta, solo el comentario "Próximamente en el verano del 2014". Más tarde, en diciembre, se reveló el título completo para la secuela: Persona 3 The Movie: #2 Midsummer Knight's Dream.